# Île de Puteaux

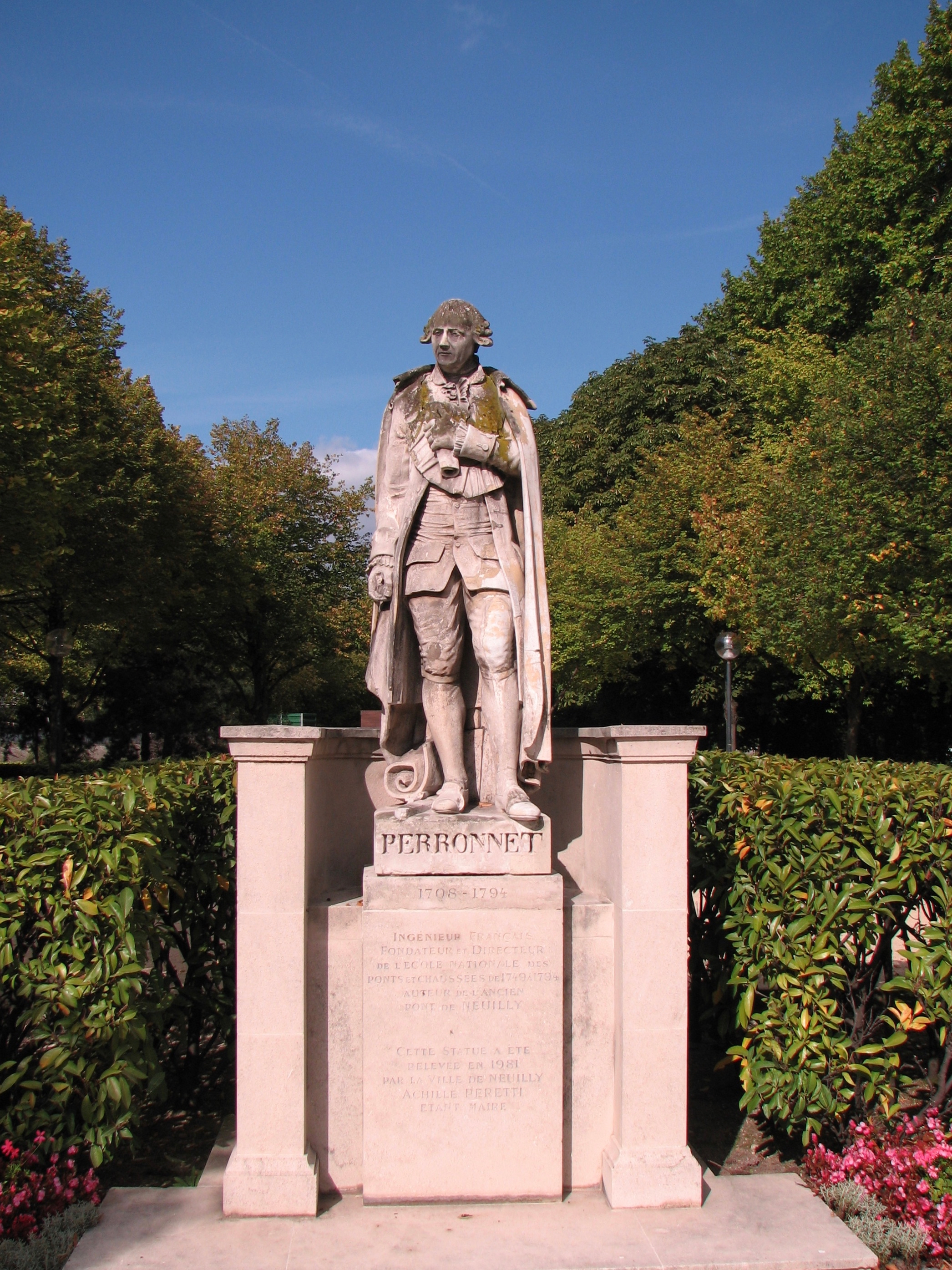
Standbeeld van Jean-Rodolphe Perronet, architect van de tweede pont de Neuilly, op het noordoostelijk deel van het eiland

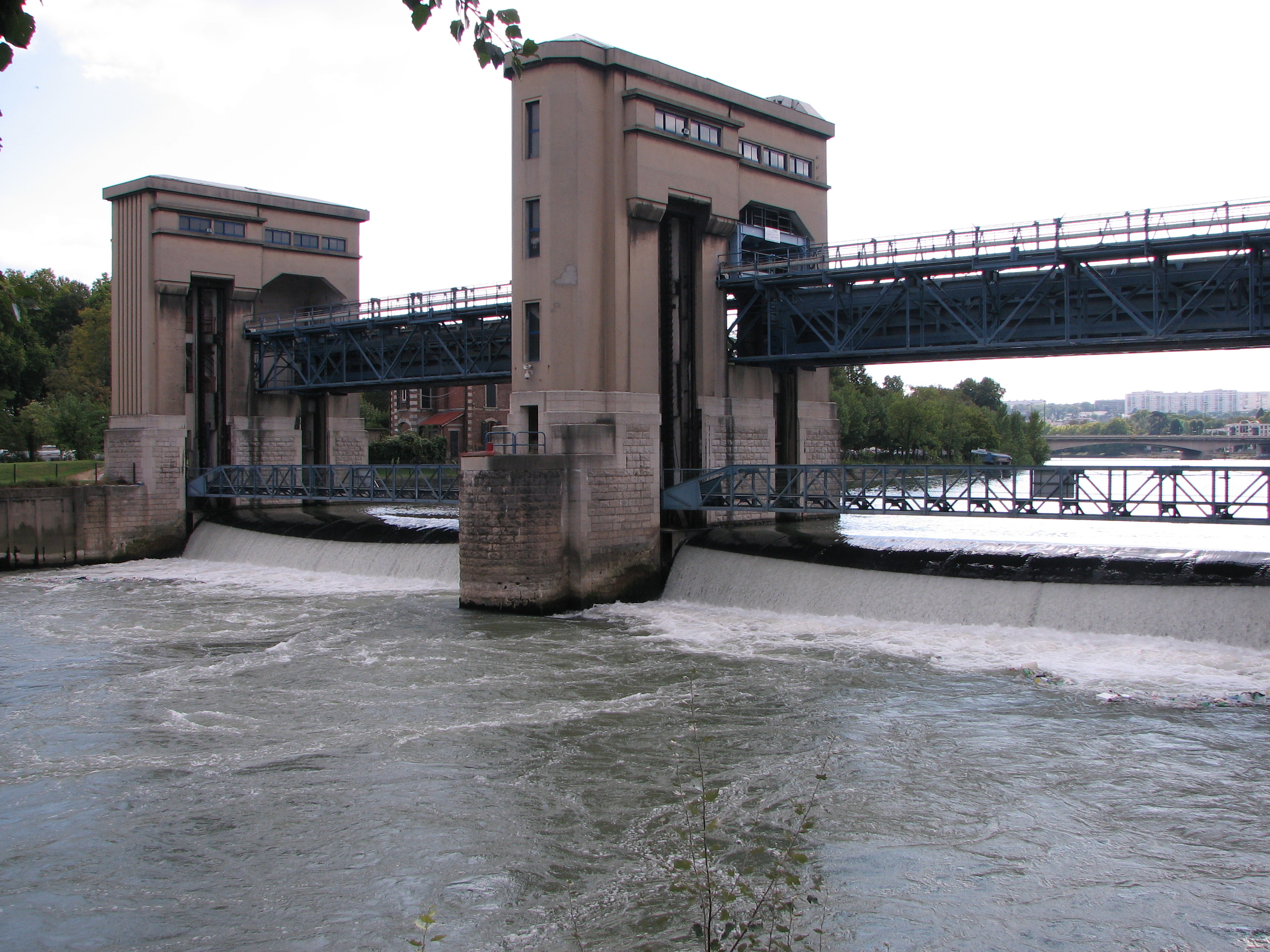
Sluizen van Suresenes op de westpunt van het eiland bij het Bois de Boulogne

Het Île de Puteaux is een eiland in de Seine, gelegen in het departement Hauts-de-Seine. Bestuurlijk valt het eiland onder twee gemeentens. Vijf zesde deel van het eiland valt onder Puteaux, terwijl de resterende noordwestpunt onder Neuilly valt. Dit deel wordt ook wel Île de Pont genoemd.
Het eiland strekt zich over ongeveer twee kilometer uit in de Seine. De noordpunt wordt doorkruist door de pont de Neuilly, waarover de N13 en metrolijn 1 loopt, die Neuilly-sur-Seine verbinden met het zakendistrict van La Défense. De zuidwestpunt van het eiland, aan de ene kant tegenover Suresnes en aan de andere andere kant tegenover het Bois de Boulogne is het punt waarop zich de sluizen van Suresnes zich bevinden, die de twee armen van de Seine hier stroomopwaarts afsluiten. Op het midden van het eiland vindt men de brug de Pont de Puteaux die de gelijknamige gemeente met het Bois de Boulogne verbindt.
Het eiland is onbewoond, mede vanwege het overstromingsrisico, maar er bevinden zich meerdere sportcomplexen, waaronder zes voetbalvelden, 24 tennisbanen, en een driving range voor de golfliefhebbers.
In 2005 is over de gehele breedte van het eiland een 2m60 hoog hek gebouwd naar aanleiding van een verschil van mening tussen de gemeenten Neuilly en Puteaux. Strikt genomen staan er twee hekken; er bevindt zich een ongeveer twee meter breed niemandsland tussen beiden. De status hiervan is anno 2010 onbekend.